# Oued El Djemaa
Oued El Djemaa là một đô thị thuộc tỉnh Relizane, Algérie. Dân số thời điểm năm 2002 là 20.844 người.